# Bernalillo
Bernalillo är administrativ huvudort i Sandoval County i New Mexico. Orten har fått sitt namn efter nybyggarfamiljen Bernal. Enligt 2020 års folkräkning hade Bernalillo 8 977 invånare.